# Auritella aureoplumosa
Auritella aureoplumosa är en svampart som först beskrevs av Roy Watling, och fick sitt nu gällande namn av Matheny & Bougher 2006. Auritella aureoplumosa ingår i släktet Auritella,  och familjen Inocybaceae.   Inga underarter finns listade.